# Piemontes svartgräsfjäril
Piemontes svartgräsfjäril, Erebia meolans, är en mycket mörkt brun fjäril som lever på mellan 1000 och 2000 meter över havet i bergsområdena Alperna och Pyrenéerna.

## Utseende
Piemontes svartgräsfjärils vingspann är ungefär 5 centimeter. Både ovansidan och undersidan är mycket mörkt brun. Vid ytterkanterna på både fram- och bakvingens ovansida finns några mindre så kallade ögonfläckar. Det är svarta fläckar med en vit prick i mitten. Fläckarna är omgivna av orange. Ögonfläckarnas syfte är att skrämma rovdjur som vill äta fjärilen. En bit från ytterkanten på framvingens undersida finns ett rödorange band med två större ögonfläckar och några mindre. Undersidan på bakvingen är nästan enfärgat mörkbrun men det finns några diffusa ögonfläckar vid ytterkanten där också.
Larven är ljusbrun med längsgående mörkare och ljusare bruna ränder. Den blir upp till 20 millimeter lång.

## Levnadssätt
Denna fjäril, liksom alla andra fjärilar, genomgår under sitt liv fyra olika stadier; ägg, larv, puppa och fullvuxen (imago). En sådan förvandling kallas för fullständig metamorfos.
Flygtiden, den period när fjärilen är fullvuxen, infaller i juni till juli. Under flygtiden parar sig fjärilarna och honan lägger äggen. Ur ägget kläcks larven. Värdväxter, de växter larven lever på och äter av, är olika gräs, till exempel stagg. Larven övervintrar innan den förpuppas påföljande vår. Ur puppan kläcks den fullbildade fjärilen och en ny flygtid börjar.

## Habitat och utbredning
Piemontes svartgräsfjärils habitat, den miljö den lever i, är bergsängar på vanligen mellan 1000 och 2000 meter över havet. Dess utbredningsområde är i Alperna och Pyrenéerna i Europa.